# Toveks
Toveks (takođe poznat kao Trenčrit, Seismogel i Seizmopak) je eksploziv sa vodenim gelom koji se sastoji od amonijum nitrata i metilamonijum nitrata koji ima nekoliko prednosti u odnosu na tradicionalni dinamit, uključujući nižu toksičnost i sigurniju proizvodnju, transport i skladištenje. Tako je skoro u potpunosti zamenio dinamit. Postoje brojne verzije u rasponu od punjenja do uobičajenih aluminiziranih sredstava za peskarenje. Toveks koristi 80% međunarodnih naftnih kompanija za seizmička istraživanja.

## Istorija
Toveks familiju proizvoda, koja se ponekad generički naziva "vodeni gelovi", razvilo je Odeljenje za eksplozive u DuPont-u (EI du Pont de Nemours & Compani, Inc.), sredinom do kasnih 1960-ih kada je peletizovani TNT bio uključen u vodene gelove, da bi se stvorio kašasti oblik ANFO koji je pokazao vodootporna svojstva u vlažnim bušotinama.  Vodeni gelovi osetljivi na TNT bili su komercijalno uspešni, ali je TNT doveo do problema sa balansom kiseonika: naime, povećane količine nusproizvoda sagorevanja kao što su ugljen monoksid i kompleksi azot-dioksida. Ne samo da je TNT bio "prljav", već je bio i skup. TNT je eliminisan kroz rad DuPont hemičara Kolina Dunglinsona, Džozefa Dina Krisp starijeg i Vilijama Lajerlija, zajedno sa timom drugih u DuPont-ovoj laboratoriji za razvoj reke (PRDL) u Falling Vaters-u, Zapadna Virdžinija, i u DuPont-ovoj Eastern Laboratories (EL) u Gibbstaunu, Nju Džerzi. Ovi hemičari i inženjeri su formulisali seriju proizvoda na bazi vodenog gela koji su zamenili TNT sa metil amonijum nitratom, takođe poznatim kao monometilamin nitrat, ili PR-M, (što je skraćenica za „Reka Potomak – monometilamin nitrat“),
Krajem 1973. DuPont je proglasio "poslednje dane dinamita" i prešao na novu Toveks formulu. "Toveks" (koji je zamenio dinamit na bazi nitroglicerina) je evoluirao u proizvod osetljiv na udare. Iako je nosio isto ime kao i raniji Toveks, bio je prilično drugačiji od prethodnika, koji su mogli biti pokrenuti samo u velikim prečnikima (5 inča) sa TNT pojačivačem od jedne funte. Novi Toveks iz sredine do kasnih 1970-ih mogao je biti detoniran u (kritičnim) prečnikima mnogo manjim od 5 inča korišćenjem DuPontovog Detaflek-a, čime je novi Toveks postao realna zamena za dinamit.
Do tada su samo eksplozivi na bazi nitroglicerina bili komercijalno izvodljivi za blastere koji su želeli eksplozive osetljive na udare koji bi mogli da se pokrenu pomoću detonatora za miniranje #6 u bušotinama prečnika od 3/4 inča, ponekad i manje. Novi Toveks je zadovoljio taj zahtev.
Atlas, Hercules, IRECO, Trojan-US Povder i nekoliko drugih firmi za proizvodnju eksploziva tog doba stvorile su emulzije, gelove i suspenzije koje su postigle isti cilj, ali je DuPont patent za eksplozive na bazi PR-M (US patent 3,431,155 ) dao kompanija DuPont konkurentska prednost.
DuPont je prestao da proizvodi dinamit na bazi nitroglicerina 1976. godine, zamenivši ga Toveksom. Godine 1980. prodala je svoju Toveks tehnologiju kanadskoj kompaniji Ekplosive Technologi International (ETI). Jedan ETI licencirani je Biafo Industries Limited, sa sedištem u Islamabadu , Pakistan.
Od 2008. godine , eksplozive koji se prodaju pod originalnim DuPontovim "Toveks" trgovačkim imenom distribuira u Evropi Societe Suisse des Ekplosifs, Brigue, u Švajcarskoj. 

## Svojstva
Toveks je 50/50 vodeni rastvor amonijum nitrata i metilamonijum nitrata (ponekad se naziva i monometilamin nitrat, ili PR-M), osetljivih goriva i drugih sastojaka uključujući natrijum nitrat, fino usitnjeni aluminijum (za farbanje), fino usitnjeni ugalj, vlasnički materijali koji čine kapisle osetljivim, i sredstva za zgušnjavanje koja povećavaju otpornost na vodu i deluju kao modifikatori kristala.  Brzina detonacije Toveksa je oko 4.000 do 5.500 m/s−1. Specifična težina je 0,8–1,4. Toveks izgleda kao tečni gel koji može biti bele do crne boje. 

## Sastojci
- Natrijum nitrat
- Amonijum nitrat
- Metil amonijum nitrat (ponekad nazvan "monometilamin nitrat")
- Kalcijum nitrat
- Aluminijum
- Mazut br.2
- Ugljenično gorivo
- Perlit
- Silicijum dioksid (fibrozno staklo)
- Etilen glikol

## Korišćenje
- Kontrola lavina
- Miniranje za izgradnju puteva
- Rudarenje minerala _
- Vađenje kamena za građevinarstvo i građevinsku industriju
- Seizmičko istraživanje
- Tuneliranje
- Improvizovane eksplozivne naprave
- Presecanje požarnih linija
- Uklanjanje opasnog drveća

## Upotreba
Proizvod za peskarenje je savitljiv do te mere da se može iseći na dužinu, rasporediti ili pakovati za širok spektar primena. Pošto materijal zahteva toplotu i brzu kompresiju da bi detonirao, bezbedno je da se transportuje i manipuliše jednom na terenu, čak i ako se ispusti sa velike nadmorske visine, zapaljen ili začinjen mecima velike brzine.
Za mrtvo drveće za koje se smatra da je previše opasno da bi se uklonilo pomoću poprečnih testera ili motornih testera, jedan ili dva omota Toveks-a oko osnove debla često su dovoljni da se drvo bezbedno obori tako da se ostaci mogu bezbedno oboriti i ukloniti sa pešačkih staza, parkove ili druga mesta gde se ljudi rekreiraju.
Za protivpožarne pregrade, proizvod se jednostavno odmotava i polaže duž zemlje da prati liniju grebena ili konture brda ili planine duž koje vatrogasne ekipe žele da uspostave liniju odbrane. Vatrogasne ekipe zatim prate tako što raščišćavaju ostatke duž minirane linije kako bi uspostavili liniju bez goriva.
Za više tehničkog miniranja koje zahteva veće planiranje i finoću, Toveks se često povezuje u skladu sa težinom u ili nasuprot čvrstom materijalu, a zatim se na Toveks primenjuje detonacioni kabl da bi se stvorio brzi pokretni, zagrejani dinamo efekat unutar Toveks-a kada jedan ili više kapisli za eksploziju zapaljuje detonacioni kabl, čime se ubrzava Toveks, što izaziva njegovu detonaciju.
Kapisle za miniranje se zapaljuju pomoću ručnih kontrolnih kutija koje koriste niz sigurnosnih blokada i prekidača koji zahtevaju strogi protokol rukovanja na radio sesiji između jedinice koja pali kapislu. Dizajniran da spreči već postavljeni Toveks, da detonacioni kabl i kapisla ne reaguju prevremeno, da ne bi došlo do neželjenih posledica.
Nakon detonacije, materijal je potpuno iskorišćen; nema vidljivog ostatka, osim ako se ne koristi mikroskopska analiza. Tipično, Toveks i drugi komercijalni eksplozivi koriste ugrađene oznake koje identifikuju proizvod, a često i agenciju koja je kupila materijal.

## Karakteristike
- Osetljivost kapisle
- Širok raspon gustina bušotina
- Poboljšana fleksibilnost u utovaru
- Otpornost na vodu
- Bez nitroglicerina i štetnih isparenja
- Smanjene opasnosti pri rukovanju, transportu i skladištenju
- Visoka energija mehurića (podvodna eksplozija)
- Smanjen nivo zvuka i bolja kontrola vibracija

## Spoljašnje veze
- Biafo Industries Ltd – Tovex Explosive
- Blasting Upper Bear Creek Trail
- Bear Divide Hotshots
- San Gabriel Mountains Trailbuilders